# San Juan de Gredos
San Juan de Gredos es un municipio de España perteneciente a la provincia de Ávila, en la comunidad autónoma de Castilla y León. Forma parte del partido judicial de Piedrahíta y de la comarca de El Barco de Ávila-Piedrahíta. Se formó en 1974, por la fusión de tres municipios anteriores: Navacepeda de Tormes, La Herguijuela y San Bartolomé de Tormes. Tiene un total 265 habitantes (INE 2017) y 95,91 km² de extensión. Su capitalidad está establecida en la localidad de Navacepeda de Tormes, donde radica el Ayuntamiento.

## Geografía
El municipio se encuentra situado entre la vertiente norte de la sierra de Gredos y la sur de la Villafranca. Está regado por el río Tormes. La capital del municipio, Navacepeda de Tormes, se encuentra situada a una altitud de 1348 m s. n. m.
| Noroeste: Santiago del Collado | Norte: Navaescurial      | Noreste: San Martín de la Vega del Alberche |
| Oeste: Navalperal de Tormes    |                          | Este: Hoyos del Collado                     |
| Suroeste: Candeleda            | Sur: Arenas de San Pedro | Sureste: Hoyos del Espino                   |

## Historia
El municipio surge por el Decreto 3204/1974 del 7 de noviembre de 1974, por el que se aprueba la fusión voluntaria de los tres municipios anteriormente independientes, tras la aprobación en sus respectivos ayuntamientos de dicha solicitud. Los motivos argumentados son la incapacidad por separado de ofrecer los servicios públicos y la disminución de la población.

## Demografía
San Juan de Gredos cuenta con una población de 228 habitantes (INE 2024).
| Gráfica de evolución demográfica de San Juan de Gredos entre 1981 y 2021 |
| |
| Población de derecho según los censos de población del INE. Población de hecho según los censos de población del INE.Entre el censo de 1981 y el anterior, aparece este municipio porque se fusionan los municipios Herguijuela, Navacepeda de Tormes y San Bartolmé de Tormes. |

## Símbolos
El escudo y la bandera del municipio fueron aprobados oficialmente el 12 de abril de 1999 y sus descripciones son las siguientes:

«Escudo partido y medio cortado. Primero, de plata con una sierra de sinople, atravesada de un río de plata, y sumada de tres estrellas de gules. Segundo, en plata una corneja de sable. Tercero, en oro, un pino y un roble terrasados, al natural. Timbrado de la corona real española.»
Boletín Oficial de Castilla y León nº 114 de 16 de junio de 1999

«Bandera cuadrada de proporción 1:1, partida por mitad en alto, de verde y blanco, con el Escudo municipal en sus colores cargando sobre el centro.»
Boletín Oficial de Castilla y León nº 114 de 16 de junio de 1999

## Patrimonio

Masa aislada de pinos en el límite municipal con Hoyos del Espino

### Patrimonio natural
Dentro del término municipal está ubicada una de las principales «puertas» de acceso a la sierra de Gredos, «la Plataforma», lugar del que parten rutas de senderismo hacia la sierra. El acceso principal a ella se realiza a través de la carretera AV-931 o carretera de la Plataforma de Gredos, que parte de Hoyos del Espino.
También se puede acceder desde Navacepeda de Tormes a través de una carretera asfaltada de montaña que sigue el curso de la garganta del Barbellido, con valor escénico[cita requerida] y zonas de baño (Pozo de las Paredes).[cita requerida] El acceso a la plataforma está regulado para evitar aglomeraciones y colapsos que se producen en algunas ocasiones.